# Amalie Skram
Amalie Skram (Bergen, 22 agosto 1846 – Copenaghen, 15 marzo 1905) è stata una scrittrice norvegese.
Le sue opere più importanti includono una tetralogia intitolata Hellemyrsfolket (1887–1898) che descrive le relazioni all'interno di una famiglia per quattro generazioni.

## Biografia

### Primi anni
Berthe Amalie Alver nacque a Bergen, in Norvegia. I suoi genitori erano Mons Monsen Alver (1819–1898) e Ingeborg Lovise Sivertsen (1821–1907), i quali gestivano una piccola impresa che fallì quando Amalie aveva 17 anni. Suo padre emigrò negli Stati Uniti per evitare una pena detentiva, lasciando sua moglie con cinque figli da accudire. 
Sua madre spinse Amalie a sposare un uomo più anziano di nome Bernt Ulrik August Müller (1837–1898), un capitano di nave e in seguito proprietario di un mulino. Dopo tredici anni di matrimonio e dopo la nascita di due figli subì un esaurimento nervoso, in parte attribuito all'infedeltà di suo marito. Dopo diversi anni in un ospedale psichiatrico ottenne il divorzio da Müller. Insieme ai suoi due figli Jacob e Ludvig si trasferì a Kristiania (ora Oslo) e iniziò la sua attività letteraria. Lì incontrò la comunità bohemienne, inclusi gli scrittori Arne Garborg e Bjørnstjerne Bjørnson, con i quali rimase in contatto per molti anni.

### Danimarca
Nel 1884 sposò lo scrittore danese Asbjørn Oluf Erik Skram . La coppia si trasferì a Copenaghen ed ebbe una figlia. La vita familiare e la sua carriera, nonché l'accettazione limitata del pubblico per il suo lavoro allora radicale, portarono a un ulteriore crollo psicologico nel 1894, dopodiché Amalie visse in un ospedale psichiatrico vicino a Roskilde. Nel 1900 divorziò nuovamente. Morì sei anni dopo a Copenaghen e fu sepolta nel cimitero di Bispebjerg.

## Carriera letteraria
Nel 1882 Amalie Skram debuttò con il nome di Amalie Müller con il racconto Madam Høiers leiefolk, pubblicato sulla rivista Nyt Tidsskrift.
Continuò a scrivere fino alla sua morte. Il suo lavoro può essere suddiviso in tre categorie:
- Romanzi sul matrimonio, che esploravano argomenti tabù come la sessualità femminile e lo status di sottomissione delle donne in quel periodo. Questi lavori furono percepiti da molti come eccessivamente provocatori e provocarono un'aperta ostilità da parte di alcuni segmenti della società.
- Romanzi di più generazioni, che affrontavano il destino di una famiglia per diverse generazioni. Con questi esplorò le istituzioni sociali e le condizioni del tempo e lottò per il cambiamento.
- Opere dell'ospedale psichiatrico come Professor Hieronimus e Paa St. Jørgen, che si occuparono delle condizioni primitive e brutali di tali istituzioni del periodo. I suoi romanzi suscitarono grande scalpore in Danimarca e accelerarono miglioramenti in queste istituzioni.

È riconosciuta come una precoce e forte sostenitrice del movimento femminista, stabilendone la prima tendenza europea. Le sue opere, che erano state generalmente dimenticate con la sua morte, furono riscoperte e ricevettero un forte riconoscimento negli anni '60. Molte delle sue opere sono state tradotte in inglese.

## Opere
- Madam Høiers leiefolk (Madam Høier's Lodgers), 1882
- Constance Ring, 1885. Disponibile nella traduzione inglese di Judith Messick e Katherine Hanson — ISBN 0-8101-1967-6
- Karens Jul, 1885
- Lucie, 1888. Disponibile nella traduzione inglese di Katherine Hanson — ISBN 1-870041-48-8
- Fru Ines, 1891
- Forraadt, 1892. Tradotto in inglese da Aileen Hennes e pubblicato da Pandora Press, Routledge & Kegan Paul nel 1986.
- Hellemyrsfolket, una tetralogia delle seguenti quattro opere:[14]
  - Sjur Gabriel, 1887
  - A venner, 1888
  - SG Myre, 1890
  - Afkom, 1898
- Børnefortellinger, racconti, 1890
- Kjærlighed i Nord og Syd, racconti, 1891
- Agnete, 1893
- Professor Hieronimus, 1895
- Paa St.Jørgen, 1895
- Mellom Slagene, lettere, 1895
- Sommer, racconti, 1899
- Julehelg, romanzo, 1900
- Mennesker, 1905 (incompiuto)